# Бедоев, Шалва Евгеньевич
Шалва Евгеньевич Бедоев (род. 15 октября 1940, село Монастер, Юго-Осетинская автономная область, Грузинская ССР) — советский и российский живописец, педагог, профессор СОГУ имени К. Л. Хетагурова.
Академик РАХ (2007; член-корреспондент 2001). Народный художник РФ (2019). Член Союза художников СССР с 1971 года.

## Биография
Шалва Бедоев родился в с. Монастер Юго-Осетинской АО Грузинской ССР.
В 1969 году с отличием окончил ЛИЖСА им. И. Е. Репина (мастерская профессора, народного художника СССР Е. Е. Моисеенко).
Начал выставляться в начале 1970-х годов. Участник Всесоюзных, всероссийских и международных выставок. Являлся членом правления Союза художников СССР (1977), членом Живописной комиссии СССР, член-корреспондентом АХ СССР.
В 2000—2005 гг. председатель правления Союза художников Республики Северная Осетия-Алания
С 1981 года является зав. кафедрой ИЗО факультета искусств СОГУ имени К. Л. Хетагурова.
Живёт и работает во Владикавказе.

## Основные произведения
Полотна художника находятся в Государственном Русском музее, музее Российской Академии художеств, в музеях России, зарубежных стран, а также в частных коллекциях.
- «Сбор винограда» (х.м. 1972) (Госпремия),
- «Черешня — краса Кубани» (х.м. 1974),
- «Юность» (х.м. 1979) (Диплом АХ СССР),
- «Знамя свободы» (х.м. 1981),
- «Амазонка» (х.м. 1984; варианты на эту тему),
- «Осетия революционная» (х.м. 1987) — к 70 летию Октябрьской революции (заказ Министерства культуры СССР)
- «Осетинская сказка», «Натюрморт с кукурузой» (х.м. 1988),
- «Дзерасса с яблоком нартов» (1989; варианты),
- «Петроглифы», «Гомер», «Автопортрет с трех сторон» — (1991),
- «Цветы гор» (х.м. 1995),
- «Святой Георгий» (х.м. 1997),
- «Мелодия древности» (х.м. 1998),
- «Натюрморт с отражением» (х.м. 2000).

## Награды
- Народный художник Российской Федерации (2019)
- Заслуженный художник РСФСР (1988)
- Медаль ордена «За заслуги перед Отечеством» II степени (2006)
- Народный художник Северо-Осетинской АССР (1984)
- Государственная премия Северо-Осетинской АССР им. К. Л. Хетагурова (1976)
- Диплом АХ СССР (1981)
- Гран-при Международной биеннале в Санкт-Петербурге (1991)

## Выставки
- Страница на сайте РАХ